# Esztelnek
Esztelnek (románul: Estelnic) falu Romániában, Kovászna megyében. 2005-ig közigazgatásilag Kézdiszentkereszthez tartozott, azóta önálló. Hozzá tartozik a szomszédos Kurtapatak is.

## Fekvése
Kézdivásárhelytől 13 km-re északkeletre, a Nemere-hegység délnyugati előterében, az Esztelnek-patak völgyében fekszik.

## Története
1332-ben Yskulnuk néven említik először. 1681-ben Nagy Mózes gimnáziumot alapított itt, melyet nemsokára Kantába helyeztek át. Pszkov (Pleskovia) ostromának első napjaiban sebesült meg nagyon súlyosan Székely Mózes egyik jó barátja és harcostársa, a kézdiszéki, esztelneki származású Székely András, akinek az 1581. szeptember 9-én készült végrendeletét azért is érdemes felidézni, mert a vitéz székely katona - megbékülve Isten akaratával – hét tanú jelenlétében, az oroszországi Pszkov alatti táborban olyan szép magyar nyelven fogalmazott végrendeletet hagy hátra, mely a későbbi koroknak is figyelemre méltó. A több mint 425 évvel ezelőtt készült magyar nyelvű végrendelet azért is nagy fontosságú, mert néhány szó kivételével – melyet manapság csak a kutatók ismernek - tökéletesen érthető.

### A végrendelet
"En Székely Andras, ki testemben igen sebes lévén, megismervén magamot, hogy az seb miatt kellenék meghalnom, eszem nálam lévén, szabad akaratom szerént teszek ilyen testamentumot Becz Imreh előtt, Sibrik György előtt, Székel Moises előtt, Nagy Imreh előtt, Csomortáni Tamás előtt, Salamon Péter előtt és Székel Bálint előtt.
Mindeneknek előtte ajánlom az úr istennek szent kezében az én lelkemet; annak utána ezen könyörgök az én kegyelmes uramnak, hogy ő felsége tekéntse meg, hogy én ő felségének halálommal szolgáltam, és ő felsége ez kevés jószágot, kit adott volt énnékem, mely vagyon Kízdi-székben Esztelneken, adja újolan meg az én két öcséimnek és két hugomnak; mely jószágomból tíz ház jobbágyot hagyok az két hugomnak Barbarának és Katának, egyiknek is ötöt, másiknak is ötöt, és az tíz ház jobbágyon kivül valami jószágom vagyon, mindeneket az két öcsémnek hagyok, Tamásnak és Jánosnak; azon is könyörgök ő felségének, hogy ő felsége confirmálja meg az én testamentum tételemet.
Továbbá töttem az én marhámból ilyen testamentumot. Egy ezüst aranyos szablyát azt hagyom az nagyobbik öcsémnek Tamásnak; egy ezüstös csákánt azt hagyom az küssebbik öcsémnek Jánosnak.
Az pej lovat fékestől nyergestől az öregbik nyakbavetővel, boncsokkal [a ló nyakdísze] és az aranyos palossal egyetembe hagyom Székel Moisesnek.
Nagy Imréhnek hagyok egy boncsokot, egy veres skárlát köpönyeget.
Az küssebbik nyakbavető Csomortáni Jánosé volt, azt az testamentumosok küldjék meg az anyjának.
Tizedfél sing gránát posztót azt hagyom az két öcsémnek.
Becz Imréhnek hagyok tizenkét sing veres kamokát.
Csomortáni Tamásnak hagyok egy gránát mentét, veres báránybőrrel bérlettet.
Sibrik Györgynek hagyok egy ezüstös aranyas zomakot, egy párducz bőrt, az viselő szablyámat, és egy veres lasnakot.
Sibrik Gáspárnak az öccsének hagyok egy párducz bőrt.
Három muszkva suba vagyon, egyik fejér priska bőrrel bérlett, másik veres mohar, harmadik csemelet, azokat hagyom az húgaimnak.
Salamon Péternek hagyok egy török pokrócot.
Székel Bálintnak hagyok egy farkas bőrt.
Egy fegyver derekat, egy kozák nyerget, egy magyar nyerget, ezeket adják el és az árrát küldjék öcséimnek.
Egy kis ládát bezárva és pecsételve, egy zsákot, kibe egymás marha vagyon, három ezüst pohár is vagyon az ötvösnél, és váltsák ki, és küldjék az öcséimnek.
Vagyon itt velem négy szekeres lovam mind szekerestől.
Makónak hagyom az kék lovat fékestől, nyergestől, hegyes tőröstől, és egy párducz bőrt, az én magam sisakomat, az fegyverderekat pánczélujastól, az kit viselt.
Az roh paripát fékestől, nyergestől, hegyes tőröstől hagyom Tamásnak.
Az szekeres lovaknak ketteit adják el és küldjék húgaimnak.
Mátyásnak az szolgámnak hagyom az gyermek lovat, az kit Makó hozott, és öt tallért.
Az háttal bérlett gránát mentét hagyom Tamáskónak.
Szekeres Jánosnak egy fegyverderekat pánczélujastól.
Az fekete mentét és dolmánt, egy pánczélujat, egy sisakot, az kit viselt és két tallért Bálintnak hagyom.
Az farkas bőr bérlést Makónak hagyom.
Adják el mind az két sátort, az árrát adják ki az atyámfiainak.
Imreh Jánosnak hagyok egy fegyverderekat pánczélujastól.
Salamon Jánosnak hagyok egy keczét.
Az Máté deáknak az mi marháját elvöttem volt, mindeneket adják meg.
Lázárnak hattam tiz tallért, Makónak öt tallért, Tamáskónak hagyok négy tallért, az szásznak hagyok két tallért, Istvánnak hagyok négy tallért.
Az martonfalvi Székel Lászlónak hattam egy gyermek lovat, kit ő tartott.
Ez kívül valakinek én adós vagyok, az én marhámból mindeneket megelégítsenek előszer, annak utána azonkivül ha valami marad, mindeneket adjanak el és az árrát vigyék az öcséimnak.
Ezek az én testamentum tételim, melyeket én az én halálommal és pecsétemmel megpecsétlettem. Ez levél költ Plescovia alatt való táborban Muszkaországban Szent Mihály havának kilenczedik napján 1581."
1910-ben 1142 lakosából 1121 magyar, 12 német, 4 pedig román volt. A trianoni békeszerződésig Háromszék vármegye Kézdi járásához tartozott. 1992-ben 814 lakosából 811 magyar és 3 román volt.

## Látnivalók

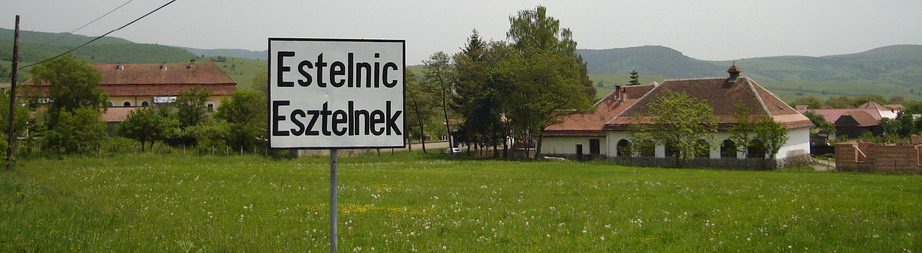
Ferences zárda és az iskola

- Erődített római katolikus temploma 14. századi, melyet a 15. század végén gótikus stílusban átépítettek, majd 1635-ben bővítették és 1724-ben javították. 1802-ben a földrengés megrongálta, miután átépítették, tornyát 1819-ben alakították át, 1958-ban restaurálták. 1977-ben a földrengéskor 14. századi freskótöredékek kerültek elő.
- A ferencesek zárdája az Alszeg és Felszeg között meglevő kápolna mellé épült 1677-ben, alapítója gr. Mikes Kelemen volt. 1710-ben a kápolnához – azt szentélynek meghagyva – templomot építettek. 1729 és 1750 között átépítették. 1907-ben földrengés rongálta meg, majd 1921-ben leégett és nem is épült újjá.
- A falu felső részén Szent György tiszteletére szentelt imola áll, melyet 1684-ben említenek először. 1721-ben apácazárdaként említik, de 1822-ben a rendet megszüntették.
- A falu határában volt Jézus-forrás és a közelében volt kápolna 1730-ig híres búcsújáróhely volt, amikor a forrást egy árvíz betemette a kápolnát pedig elmosta.
- A Szacsvay-ház 1702-ben épült, a híres Szacsvay család ősi fészke volt. Szacsvay János emlékművét 1997-ben avatták fel.

## Jeles szülöttei
- Itt született 1888. október 3-án Kiss Béla római katolikus pap, ferences szerzetes, egyházi író, költő.